# 戴维·哈洛克
戴维·哈洛克（英語：David Harlock，1971年3月16日—），加拿大男子冰球运动员，场上位置是前锋。他曾代表加拿大国家队参加1994年冬季奥林匹克运动会冰球比赛，获得一枚银牌。